# Hominini
Hominini je tribus (systematická jednotka ležící mezi čeledí a rodem) shrnující v sobě člověka a jeho nejbližší příbuzné v rámci čeledi Hominidae. Z žijících hominidů sem patří oba druhy šimpanzů (subtribus Panina) a člověk moudrý (subtribus Hominina). Dále je do tohoto taxonu zahrnováno i množství vyhynulých předků obou skupin včetně jejich posledního společného předka.
Podle metody molekulárních hodin se evoluční vývojové cesty člověka a šimpanzů rozešly zhruba před 6,3 až 5,4 miliony let. V té době již žily dva rody raných hominidů, Sahelanthropus v Čadu a o něco mladší Orrorin v Keni.

## Zástupci

Aktuální taxonomické schéma hominoidů

- Subtribus Panina
  - rod Pan (šimpanz)
- Subtribus Hominina
  - rod Homo (člověk)
  - † rod Sahelanthropus
  - † rod Orrorin
  - † rod Ardipithecus
  - † rod Australopithecus
  - † rod Kenyanthropus